# LANSA-vlucht 508

Waarschijnlijke route van OB-R-941

LANSA vlucht 508 was een binnenlandse lijnvlucht van de Líneas Aéreas Nacionales S. A. tussen Lima en Pucallpa, uitgevoerd met de Lockheed L-188A Electra, met vliegtuigregistratienummer 'OB-R-941'. Het toestel raakte op 24 december 1971 in een onweersbui, werd getroffen door de bliksem en vloog in brand, waarna het vliegtuig brak en neerstortte. Hierbij kwamen de 6 bemanningsleden en 85 van de 86 passagiers om. De enige overlevende was de 17-jarige Juliane Koepcke die met haar gordel vast aan haar stoel zat en samen met nog twee stoelen uit het vliegtuig werd geslingerd. Anders dan haar moeder, overleefde zij (weliswaar licht gewond) de val van 3 kilometer hoogte. Na elf dagen lang lopen, waden en zwemmen door het oerwoud wist zij een schuilhut te bereiken. Van daar werd zij in veiligheid gebracht door plaatselijke bosarbeiders. Als dochter van twee veldbiologen had ze ervaring met het verblijf en oriëntatie in het regenwoud.
Juliane Koepcke beschreef haar ervaringen in het boek Als ich vom Himmel fiel.